# 长叶野扇花
长叶野扇花（学名：Sarcococca longifolia）是黄杨科野扇花属的植物，为中国的特有植物。分布于中国大陆的广西等地，多生长在山谷阴处密林下，目前尚未由人工引种栽培。